# 오버부르크역
오버부르크역(독일어: Bahnhof Oberburg)은 스위스 베른주의 오버부르크 지자체에 있는 기차역이다. BLS AG의 표준궤 부르크도르프-툰선과 졸로투른-랑나우선의 중간 정류장이다.

## 운행편
다음 서비스는 오버부르크에서 정차한다.
- 레기오 : 툰과 졸로투른 사이의 매시간 운행.
- 베른 S-반 S4/S44 : 툰까지 30분마다 운행, 랑나우 또는 주미스발트-그뤼넨까지 매시간 운행